# Macedónia az 1998. évi téli olimpiai játékokon
Macedónia a japán Naganóban megrendezett 1998. évi téli olimpiai játékok egyik részt vevő nemzete volt. Az országot az olimpián 2 sportágban 3 sportoló képviselte, akik érmet nem szereztek. Macedónia önállóan először vett részt a téli olimpiai játékokon.

## Alpesisí
Férfi
| Versenyző                 | Versenyszám      | 1. futam | 1. futam | 2. futam | 2. futam | Összesítés | Összesítés |
| Versenyző                 | Versenyszám      | Idő      | Hely.    | Idő      | Hely.    | Idő        | Helyezés   |
| ------------------------- | ---------------- | -------- | -------- | -------- | -------- | ---------- | ---------- |
| Alekszandar Sztojanovszki | Óriás-műlesiklás | 1:31,83  | 45.      | 1:29,34  | 36.      | 3:01,17    | 36.        |

Női
| Versenyző        | Versenyszám      | 1. futam | 1. futam | 2. futam | 2. futam | Összesítés | Összesítés |
| Versenyző        | Versenyszám      | Idő      | Hely.    | Idő      | Hely.    | Idő        | Helyezés   |
| ---------------- | ---------------- | -------- | -------- | -------- | -------- | ---------- | ---------- |
| Jana Nikolovszka | Óriás-műlesiklás | 1:38,14  | 35.      | 1:51,83  | 33.      | 3:29,97    | 33.        |

## Sífutás
Férfi
| Versenyző      | Versenyszám | Eredmény | Helyezés |
| -------------- | ----------- | -------- | -------- |
| Gjoko Dineszki | 10 km       | 39:39,3  | 91.      |